# Ketchikan
Ketchikan (tlingitsky Kichx̱áan) je město na Aljašce. Podle Sčítání lidu Spojených států amerických v roce 2010 zde žilo 8050 lidí a město tak patřilo mezi nejzalidněnější sídla Aljašky. Leží na ostrově Revillagigedo a jde o nejjižnější město Aljašky. Svůj název dostalo po řece Ketchikan Creek. Oblast byla dlouhodobě letním rybářským sídlem Tlingitů. Samotné město založil v roce 1885 Mike Martin (začleněno bylo roku 1900).